# Takoma Park
Takoma Park est une ville américaine d'environ 17 000 habitants, située dans le comté de Montgomery (Maryland). Commune de la banlieue de Washington, D.C., elle est située à 7 km de la capitale fédérale.
Fondée en 1883, parfois surnommée People's Republic of Takoma Park, elle est connue pour ses inclinations libertaires et ses affinités avec la contre-culture. Située à la fin de la ligne rouge du métro de Washington, elle est l'une des municipalités les plus urbanisées de la région, l'apparentant davantage aux villes européennes : plutôt qu'une série de lotissements, elle inclut de nombreux immeubles jouxtant quelques maisons, et possède de nombreux trottoirs permettant de se déplacer facilement à pied. C'est par ailleurs l'opposition du militant des droits civiques Sam Abbott, futur maire de la ville et fondateur en 1978 du Takoma Park Folk Festival, à un projet de développement de l'autoroute Interstate 70 des années 1960 qui aurait coupé la municipalité en deux, qui a donné à la ville son surnom de People's Republic of Takoma Park.

## Politique et administration

### Modes d'élections municipales
Tout comme cinq autres plus petites communes du même comté, elle accorde le droit de vote des étrangers aux élections municipales depuis un référendum local de 1991. Un référendum de 2005 vit plus de 80 % des habitants se prononcer en faveur du système du vote préférentiel (dit Instant-runoff voting), où les électeurs donnent une note à chaque candidat. Le conseil municipal a mis en vigueur ce système l'année suivante, faisant de Takoma Park l'une des rares municipalités, avec San Francisco et Ferndale (Michigan) à utiliser ce mode de scrutin. Takoma Park est aussi la première municipalité à utiliser un système open source de vote électronique, le Scantegrity (en), doté de protections cryptographiques plus grandes que les autres systèmes.
En 2013, elle est la première ville américaine à accorder le droit de vote aux 16-17 ans pour les élections municipales.

### Autres dispositions
À l'instar de Berkeley, Cleveland Heights et Madison, c'est également une Nuclear Free Zone (zone libérée du nucléaire), la municipalité prônant le désarmement nucléaire et refusant par conséquent tout contrat public passé avec une entreprise impliquée dans la conception, la production, le transport ou le retraitement de produits liés au nucléaire militaire - cela fut sujet à une exception, après vote du conseil municipal, en 2012, concernant des ordinateurs d'Hewlett-Packard achetés pour la bibliothèque municipale. C'est aussi une Tree City: tout résident souhaitant abattre un arbre de plus de 25 cm de diamètres (8 inches) doit recueillir l'autorisation municipale. Ceci fait de la ville une région boisée, connue pour ses arbres à l'écorce dure, que l'on peut apercevoir par les photos satellites. En octobre 2008, une résolution unanime du conseil municipal s'opposa au foie gras. La ville s'oppose également à l'achat d'eau minérale afin de diminuer l'usage des plastiques, recycle le compost et utilise un silo à maïs pour produire de l'énergie alternative. Elle possède l'une des plus grandes coopérative de consommation de la région de Washington.
La municipalité plaça aussi un embargo sur la Birmanie, qui fut suspendu en 2000 à la suite d'une décision de la Cour suprême censurant une disposition similaire du Massachusetts.
Sur le plan culturel, célèbre pour le label Takoma Records (en) fondé dans les années 1950 par le guitariste John Fahey, la ville héberge plusieurs festivals.

## Institutions de l'Église adventiste

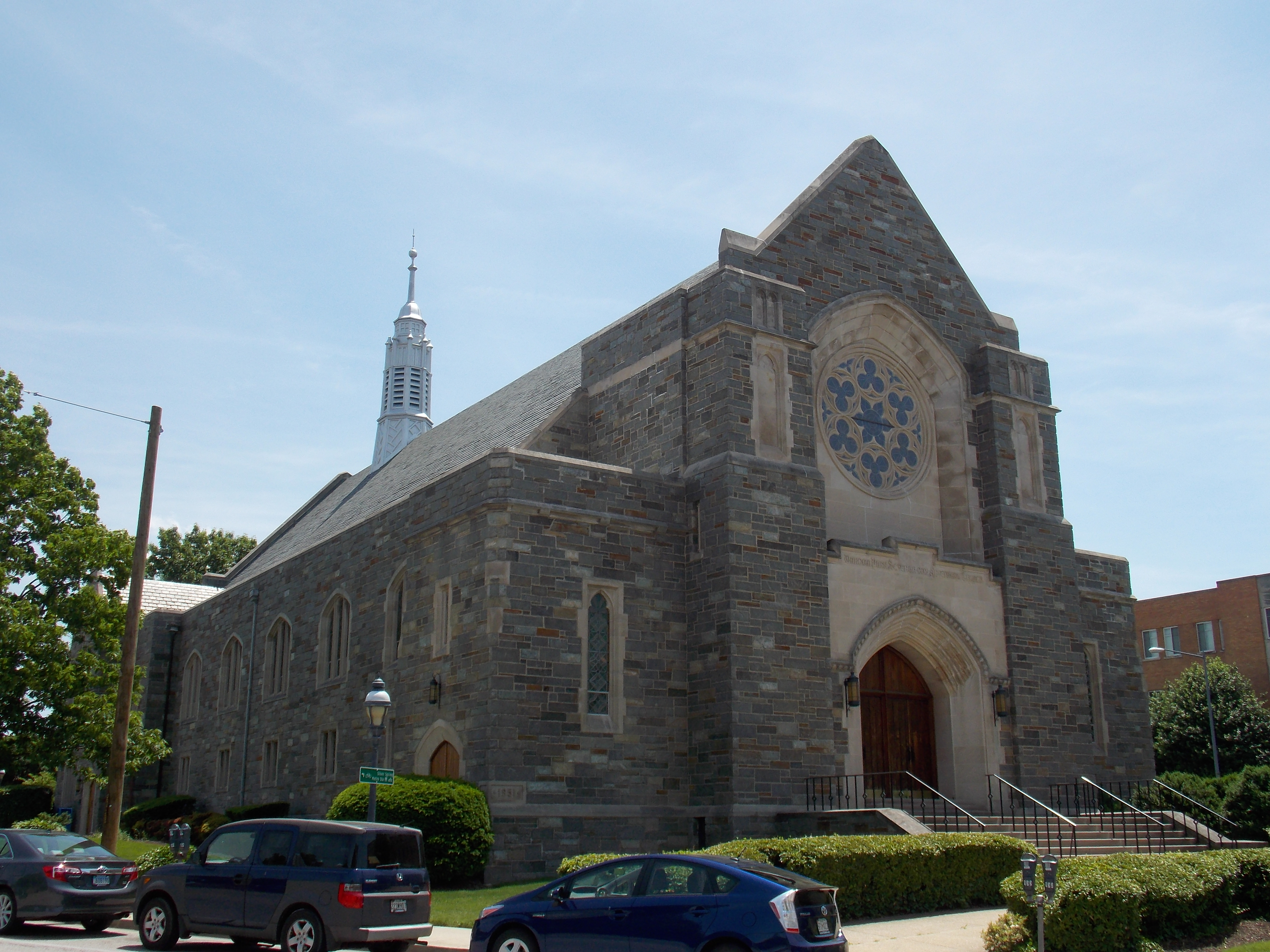
L'église adventiste de Takoma Park.

L'Église adventiste du septième jour (d'origine protestante) acheta des terrains en 1904 dans cette municipalité, qui devint d'ailleurs son QG mondial jusqu'en 1989, où elle déménagea dans la localité voisine de Silver Spring. L'Hôpital adventiste de Washington et l'Université adventiste de Washington sont ainsi situés à Takoma Park, et font partie des principaux employeurs locaux.

## Personnalités de Takoma Park
- Steve Barber (1938-2007), joueur de baseball né à Takoma Park
- Jeremy Blake (1971-2007), peintre qui a grandi à Takoma Park
- Maia Campbell (1976-), actrice et musicienne née à Takoma Park
- John Fahey (1939-2001), guitariste et compositeur qui a grandi à Takoma Park
- Nick Zedd (1958-2022), réalisateur américain est né à Takoma Park